# Joseph d’Haussonville

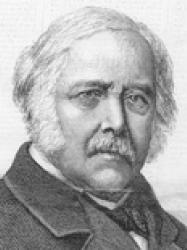
Joseph d’Haussonville

Joseph d’Haussonville, eigentl. Joseph Othenin Bernard de Cléron, comte d’Haussonville, (* 27. Mai 1809 in Paris; † 28. Mai 1884 ebenda) war ein französischer Politiker und Historiker.

## Leben
D’Haussonville war ein Sohn des Pairs von Frankreich Charles Louis Bernard de Cléron, comte d’Haussonville († 1846). Schon früh wurde er Mitglied des diplomatischen Corps und repräsentierte sein Land u. a. in Brüssel, Turin und Neapel.

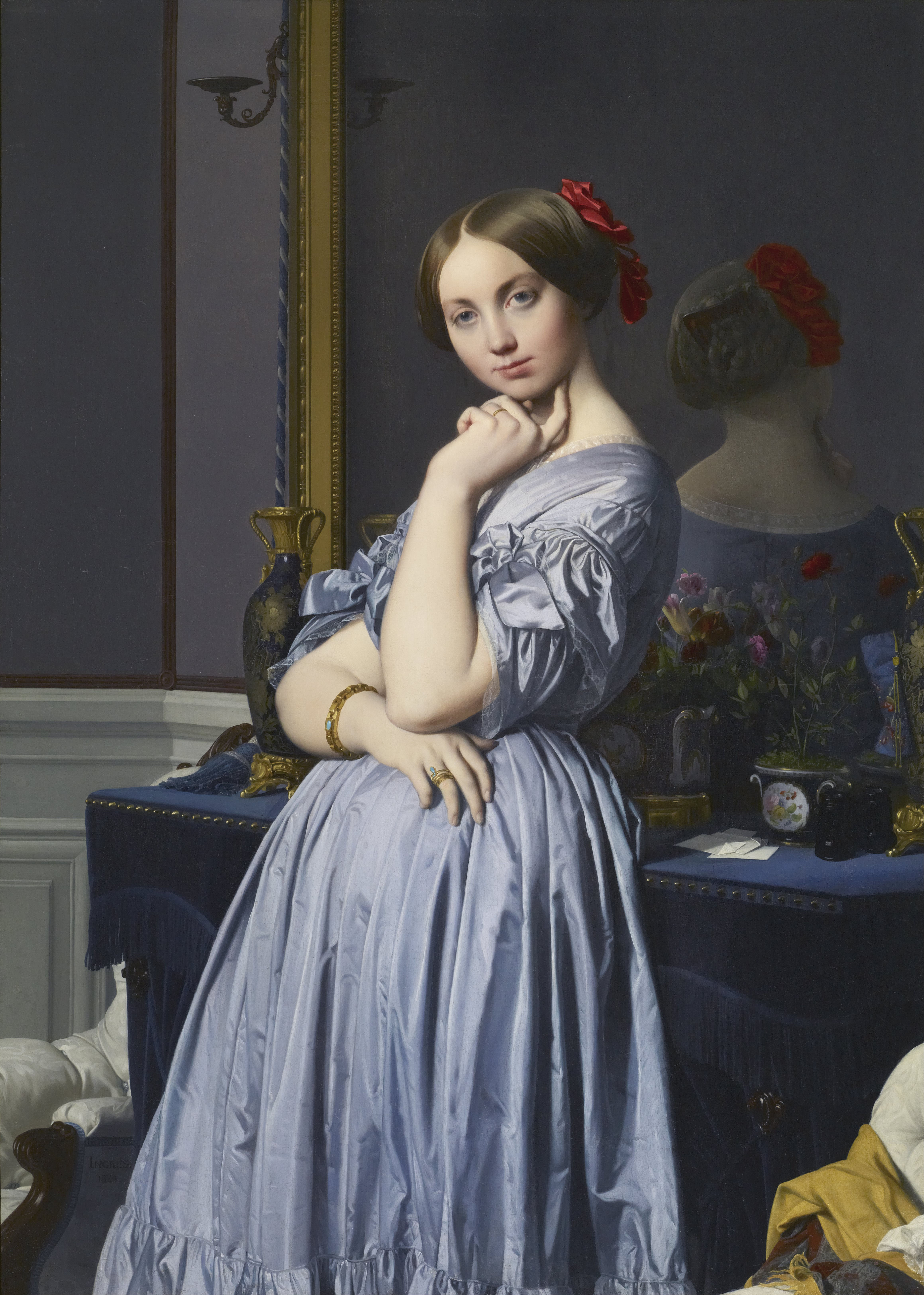
Ingres, 1845: La comtesse d'Haussonville. New York City, Frick Collection.

Während der Julimonarchie wählte man d'Haussonville 1842 in die Kammer. Politisch engagiert zeichnete er sich bei verschiedenen Gelegenheiten als Redner aus. Nach der Februarrevolution zog er sich in das Privatleben zurück und trat erst 1869 in die Öffentlichkeit. Bei den Wahlen von 1869 ließ er sich als Kandidat der Opposition gegen das Kaisertum aufstellen, wurde aber nicht gewählt. Verheiratet war d’Haussonville mit Louise de Broglie (1818–1882), einer Tochter des Herzogs Victor de Broglie.
D’Haussonville thematisierte immer wieder die Geschichte seines Landes. Neben seinen regelmäßigen Artikeln für Zeitungen bzw. Zeitschriften wie Revue des Deux Mondes tat er dies auch in von den zeitgenössischen Kritikern hochgelobten Werken.
1869 wählte die Académie française d'Haussonville als Nachfolger des verstorbenen Jean Pons Viennet auf den Fauteuil 22. Nach dem Deutsch-Französischen Krieg war er maßgeblich an der Ansiedlung ausgewanderter Elsässer und Lothringer in Algerien zuständig. Während dieser Zeit gehörte d’Haussonville zu den führenden Mitgliedern der Revanchepartei Frankreichs. Ab 1878 zählte er als Mitglied des rechten Zentrums zu den Senatoren auf Lebenszeit.

## Ehrungen
- 1840: Mitglied der Ehrenlegion

## Werke (Auswahl)
- Histoire de la politique extérieure du gouvernement français de 1830 à 1848. 1850. (2 Bde.)
- Histoire de la reunion de la Lorraine à la France. 2. Auflage. 1860 (4 Bde.).
- L’Église romaine et le premier Empire. 4. Auflage. 1873 (5 Bde.)
- Souvenirs et mélanges. 1878.
- Ma jeunesse 1814-50. Souvenirs. 4. Auflage. 1886 (posthum erschienen).